# Joan Robinson
Joan Violet Robinson (Surrey, Inglaterra, 31 de outubro de 1903 — Cambridge, 10 de agosto de 1983) foi uma economista pós-keynesiana britânica que ampliou a teoria de John Maynard Keynes. Foi a introdutora do termo "monopsônio" em 1933 que significa um mercado que possui apenas um demandador (por exemplo um comprador, um empregador). É tida como a maior mulher economista do século XX.

## Biografia
Estudou na escola feminina de St. Paul, em Londres, e formou-se em economia na universidade de Cambridge. Casou-se jovem e depois viajou para Índia por dois anos até que voltou a Cambridge para lecionar. Lá fez parte do grupo que se reuniu em torno de John Maynard Keynes e que incluía o economista Richard Kahn, com quem ela teve uma longa parceria intelectual. Joan era uma grande viajante. Fez palestras no exterior até seus 70 anos e era conhecida por estudantes na América, na Austrália, na África e na maior parte da Europa. Ela é considerada a melhor economista que jamais ganhou o Nobel. Morreu aos 80 anos.

## Teoria
Um dos pupilos de Keynes em Cambridge, Joan Robinson contribuiu para a noção de que a competição raramente é perfeita em um mercado, uma indicação da teoria da definição de preços nos mercados. Em The Production Function and the Theory of Capital (1953) Robinson abordou o que ela via ser algo de circularidade na economia ortodoxa. Os neoclássicos asseveram que um mercado competitivo força os produtores a minimizar os custos de produção.  Robinson dizia que os custos de produção são meramente preços de insumos, como o capital. Os bens de capital obtêm seu valor dos produtos finais. E, se o preço dos produtos finais determina o preço do capital, então, argumentou Robinson, é totalmente circular dizer que o preço do capital determina o preço dos produtos finais. Os bens não podem ser precificados até que os custos dos insumos fossem determinados. Isso não importaria se tudo na economia acontecesse instantaneamente, mas no mundo real, a definição dos preços leva tempo - os bens são precificados antes de serem vendidos.

## Obras (seleção)
- The Economics of Imperfect Competition (1933)
- An Essay on Marxian Economics (1942), seg. ediçã (1966), The Macmillan Press Ltd, ISBN 0 333 05800 3
- Accumulation of Capital (1956)
- Exercises in Economic Analysis (1960)
- Essays in the Theory of Economic Growth (1962)
- Economic Philosophy: An essay on the progress of economic thought (1962)
- Freedom and Necessity: An introduction to the study of society (1970)
- Economic Heresies: Some Old Fashioned Questions in Economic Theory, (1971) Basic Books Nova Iorque ISBN 465-017686-x
- Contributions to Modern Economics, (1978) Basil Blackwell Oxford ISBN 0 631 19220 4